# انگوس مدیسون
انگوس مدیسون (انگلیسی: Angus Maddison) (۶ دسامبر ۱۹۲۶ - ۲۴ آوریل ۲۰۱۰)، یک اقتصاددان برجسته بریتانیایی بود که متخصص تاریخ کمی اقتصاد کلان از جمله اندازه‌گیری و تحلیل رشد و توسعه اقتصادی بود.
مدیسون در طول دوران حرفه ای خود در چندین دانشگاه از جمله دانشگاه سنت اندروز در اسکاتلند و دانشگاه هاروارد سخنرانی کرد. در سال ۱۹۷۸، مدیسون به عنوان استاد تاریخ در دانشکده اقتصاد در دانشگاه خرونینگن (RUG) منصوب شد. او در سال ۱۹۹۶ بازنشسته و استاد پیشکسوت شد.
مدیسون به‌ویژه برای مستندسازی عملکرد اقتصادی در دوره‌های زمانی طولانی و در کشورهای بزرگ هر قاره جهان شناخته شده است.